# Gommersdorf
Gommersdorf (en alsacià Gummerschdorf) és un municipi francès, situat a la regió del Gran Est, al departament de l'Alt Rin. L'any 1999 tenia 375 habitants.

## Demografia
| 1962 | 1968 | 1975 | 1982 | 1990 | 1999 |
| ---- | ---- | ---- | ---- | ---- | ---- |
| 265  | 268  | 348  | 344  | 365  | 375  |

## Administració
| Període   | Identitat          | Partit |
| --------- | ------------------ | ------ |
| 2001-2008 | Jean-Pierre Kleitz |        |
| 2008-     | Denis Nass         |        |